# Roque Sáenz Peña
Roque José Antonio Sáenz Peña Lahitte  (Buenos Aires, 19 de março de 1851 — Buenos Aires, 9 de agosto de 1914) foi um advogado e político argentino, presidente de seu país entre 1910 e 1914. Combatente voluntário do exército peruano na Guerra do Pacífico.

## Primeiros anos
Filho de Luis Sáenz Peña (presidente da Argentina entre 1892 e 1895) e de dona Cipriana Lahitte, nasceu em uma família de partidários de Juan Manuel de Rosas: seus avós paterno e materno, Roque Sáenz Peña e Eduardo Lahitte, haviam sido deputados da Legislatura durante o governo de Rosas. Depois da derrota de Rosas em Caseros, as tradições federais dos avós e do pai, que não mudaram suas convicções, os mantiveram afastados da função pública. Cursou seus estudos secundários no Colégio Nacional de Buenos Aires. Em 1875 se graduou doutor em Direito.
Durante a Revolução de 1874 na Argentina defende as autoridades da nação, como Capitão do Regimento N° 2. Vencida a revolução, é promovido a Segundo Comandante das Guardas Nacionais, porém solicita baixa. Opositor de Mitre, milita no Partido Autonomista encabeçado por Adolfo Alsina, e em 1876 é eleito deputado na Legislatura da Província de Buenos Aires. Apesar da sua juventude, chega a presidir o legislativo provincial. Em 1878, por causa das dissidências internas do autonomismo devido à política de conciliação iniciada pelo presidente Avellaneda a quem Sáenz Peña se opunha, renunciou a seu cargo e terminou por abandonar transitoriamente a política.

## A Guerra do Pacífico
Ao declarar-se a Guerra do Pacífico, entre Chile e Peru, em 1879, se ausenta silenciosamente de seu país viajando até Lima. Oferece seus serviços ao Peru, que lhe outorga o grau de Tenente Coronel. Destaca-se na batalha de Tarapacá. Com a queda do chefe de seu regimento, assume o comando e faz retroceder as forças chilenas.
Comandando, em Arica, o batalhão de Iquique, depois de ser ferido, cai prisioneiro do comandante Supper. É submetido ao Conselho de Guerra e é confinado próximo da capital chilena. Posto em liberdade depois de três meses, a pedidos de sua família e do governo argentino, regressa a Buenos Aires em setembro de 1880. O Congresso da Nação em votação unânime lhe devolve a cidadania argentina, que havia perdido de jure ao incorporar-se ao exército peruano.

## Atuação política posterior
Presidia na época o país, o General Roca, e seu Ministro de Relações Exteriores, Bernardo de Yrigoyen o nomeia Subsecretário em 1881. Em 1883, junto com seus amigos Paul Groussac, Carlos Pellegrini e Exequiel Ramos Mejía concebe o projeto de fundar a revista Sud América, na qual suas ideias americanistas foram amplamente divulgadas. Renuncia ao cargo de Subsecretário, e se muda para a Europa por dois anos.
De volta a Buenos Aires, apoia a candidatura presidencial de Miguel Juárez Celman. Em 1887, com Juárez Celman já na presidência, é designado ministro plenipotenciário no Uruguai. No ano seguinte sobressai-se como representante do país na Conferência de Montevidéu. Em 1889 - 1890, junto com Manuel Quintana representa a Argentina na Primeira Conferência Pan-americana, realizada em Washington. Ali defende o princípio de inviolabilidade dos Estados e se opõe ardorosamente ao projeto norte-americano de criar uma união aduaneira continental. Voltou a Buenos Aires para ser ministro de Relações Exteriores do agonizante governo de Juárez Celman, que cairia pouco depois.
Em meio à grave crise política e econômica que sacudia o país, a figura de Roque Sáenz Peña se perfila como favorita para as eleições presidenciais de 1892. Contava com forte apoio entre a juventude, e na Província de Buenos Aires.
Para destruir sua candidatura, Mitre, aliado de Roca, impulsiona a de seu próprio pai: Luis Sáenz Peña. Para não enfrentar seu pai, Roque prefere renunciar à sua candidatura. As eleições dão como vencedor Luis Sáenz Peña, que designa Roque como chefe do Regimento de Guardas Nacionais. Em junho de 1892 incorpora-se à Câmara de Senadores da Província de Buenos Aires, porém pouco depois renuncia aos dois cargos para retirar-se da vida pública. Por um tempo viveu em Entre Ríos, regressando a Buenos Aires em 1895 para montar um escritório de advogado junto com seus amigos Federico Pinedo e Carlos Pellegrini.
Em 1905, em reconhecimento a sua atuação durante a Guerra do Pacífico, foi convidado oficialmente pelo Peru para inaugurar um monumento a Francisco Bolognesi Cervantes. Ali recebe a medalha de ouro dada pelo Congresso peruano, e os galões de General de Brigada do exército peruano.
Em 1906 o governo de José Figueroa Alcorta o designa representante extraordinário para assistir aos atos da boda de Afonso XIII de Espanha. De regresso à Argentina, em 1907 é nomeado para encabeçar as missões diplomáticas na Suíça e Itália. Chegando a Roma, recebe instruções de seu governo para representar o país na segunda Conferência de Paz de Haia junto com Luis María Drago. Ali sustentaram uma posição favorável à criação de um tribunal internacional de arbitragem. Em 1909 forma parte do tribunal que arbitra as divergências entre Estados Unidos e Venezuela. Sua missão diplomática junto aos governos italiano e suíço se prolonga até 1910, quando ficou sabendo na Itália, da sua proclamação como candidato a Presidente da República, em sucessão a José Figueroa Alcorta.

## Presidente da Nação
Assumiu a presidência em 12 de outubro de 1910. Seus esforços se concentram em democratizar a vida política, através de uma reforma eleitoral, iniciada pelo seu antecessor e baseada em três elementos chave: o voto secreto, obrigatório, e utilizando o padrão militar. Entre os opositores a seu governo encontravam-se os beneficiários do antigo regime eleitoral, cujos privilégios estavam claramente ameaçados pela reforma.
Assim, muitos legisladores dos setores conservadores, ainda que não se opondo abertamente, impuseram dificuldades à reforma. No entanto, esta foi proclamada em 10 de fevereiro de 1912 como Lei N° 8 871, conhecida desde então como Lei Sáenz Peña.
Por razões de saúde, desde 1913 solicita constantemente licenças do cargo, assumindo interinamente o seu vice-presidente Victorino de la Plaza. Morreu em 9 de agosto de 1914, dois anos antes de terminar seu mandato, que foi concluído por Victorino de la Plaza.